# 小果七叶树
小果七叶树（学名：Aesculus tsiangii）是无患子科七叶树属的植物，是中国的特有植物。分布于中国大陆的广西、贵州等地，生长于海拔350米至400米的地区，一般生于林中，目前已由人工引种栽培。

## 别名
菊川七叶树（四川大学学报自然科学版、高等学校自然科学学报生物学版）